# 好市多熱狗

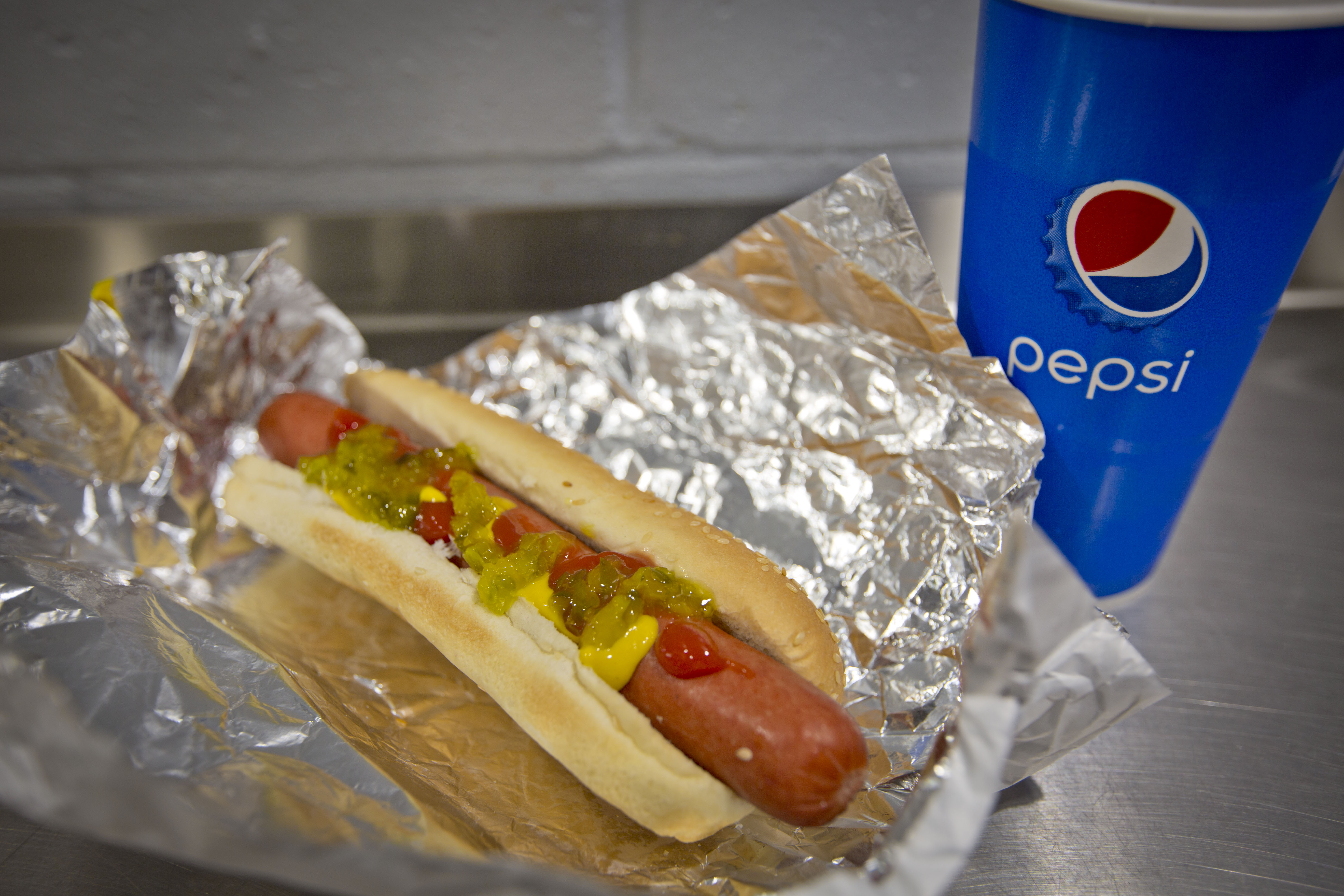
好市多熱狗與飲料套餐

好市多的熱狗自1984年開賣。所有分店都有販售熱狗，配上可續杯的飲料套餐。價格則一直維持在1.5美元左右。好市多熱狗以穩定的價格與狂熱的愛好者而廣為人知。許多分析師曾經試圖解釋為什麼好市多熱狗價格如此穩定，官方則宣稱該價格是基於公司的定價策略、以及體現企業價值觀。

## 歷史
好市多在1983年開業一年後，好市多熟食部於1984年引入熱狗餐。好市多熱狗起初由希伯來國際承製，並在好市多聖地牙哥分店外的熱狗攤販售。2018年，好市多熱狗年均銷量為1億3,500萬份，高於全美職棒大聯盟球場的熱狗銷量。2022年11月，好市多競爭對手山姆會員商店把熱狗套餐降價至$1.38，以便與好市多熱狗競爭。

## 熱狗套餐

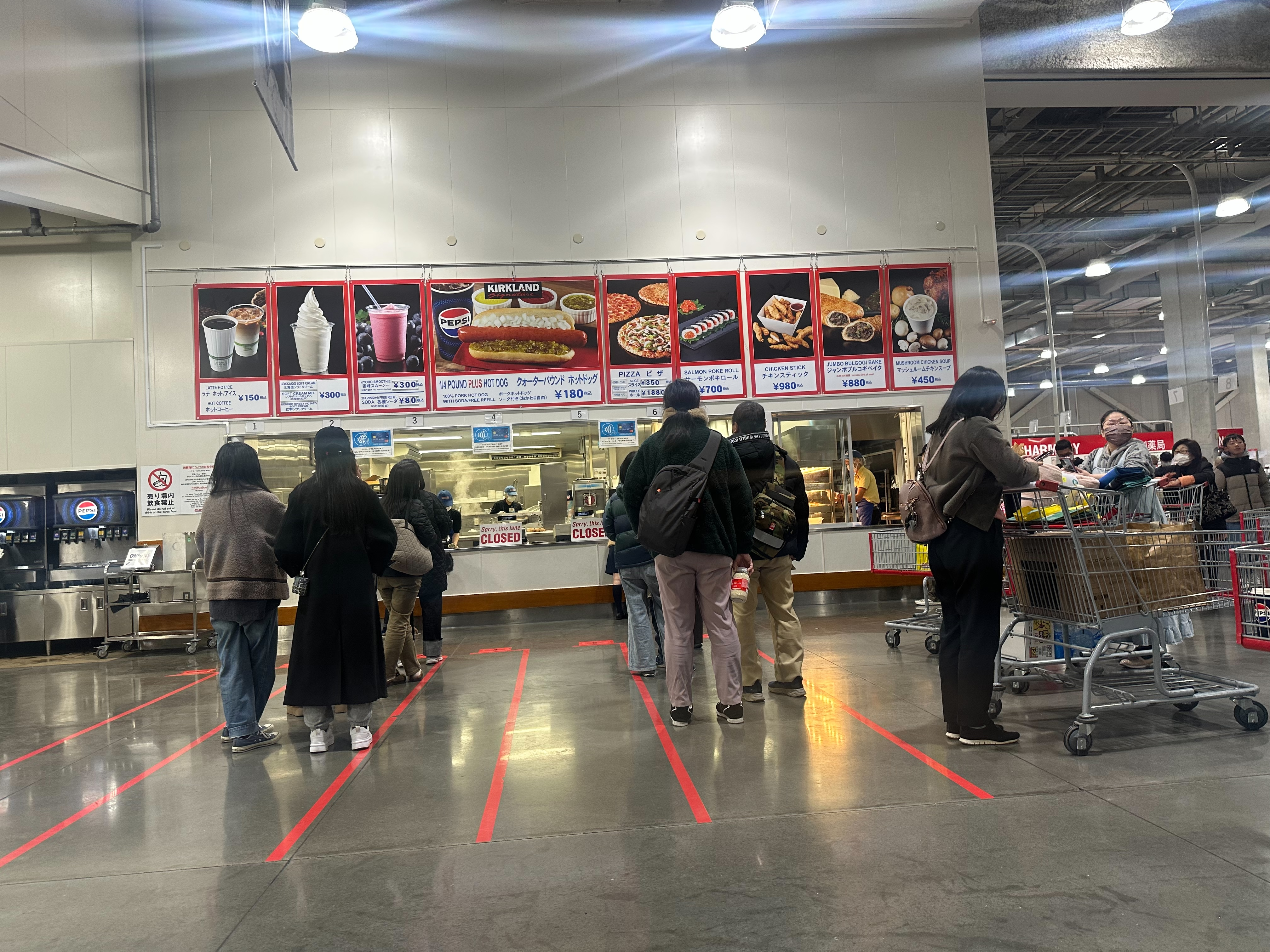
日本好市多熟食部。菜單中間標示好市多熱狗配飲料套餐，其價格為180日圓

好市多熱狗重1⁄4磅（110克），套餐會附贈一杯20美制液態盎司（590毫公升）的可續杯飲料。各國的好市多熱狗材料會有些許不同：美國的好市多熱狗為Kirkland Signature製作的維也納香腸；有的分店使用芝麻麵包、有些則是普通麵包。用於續杯飲料的汽水機，在2013年前的品牌為可口可樂，但之後換成百事可樂以節省成本。2025年1月，好市多執行長Ron Vachris宣佈將在2025年，把汽水機品牌換回可口可樂。當年4月，已經有部份分店換成可口可樂。2025年7月，所有分店將換成可口可樂。
2008年，好市多為節省成本，開始鋪設熱狗生產線。在2004年於加州特雷西開設的肉品工場，自2011年開始生產熱狗。除生產熟食部熱狗外，該工廠也生產包裝熱狗。這年的產線鋪展，也讓符合教規的牛肉熱狗得以出線。2018年，好市多在伊利諾州摩里斯開設第二間肉品工廠。

## 價格
好市多熱狗從1984年引入後，價格就一直是$1.50。如果好市多熱狗的價格會隨物價調漲的話，在2024年，熱狗套餐的價格將會是$4.40。2022年，好市多財務長賈蘭提（Richard Galanti）表示好市多的熱狗套餐價格，將「永遠」維持$1.50。之後上任的財務長米勒奇普（Gary Millerchip）也在2024年5表示月熱狗價格「是安全的」。
| 國家           | 肉品 | 價格                 | 來源         |
| -------------- | ---- | -------------------- | ------------ |
| 澳大利亚       | 豬肉 | $1.99                | [ 18 ]       |
| 加拿大         | 豬肉 | C$1.50               | [ 19 ]       |
| 中華人民共和國 | 豬肉 | ¥10.9                | [ 20 ]       |
| 日本           | 豬肉 | ¥180 (8%) ¥184 (10%) | [ 21 ] [ a ] |
| 墨西哥         | 牛肉 | $30                  | [ 22 ]       |
| 紐西蘭         | 豬肉 | $1.99                | [ 18 ]       |
| 南韓           | 豬肉 | ₩2,000               | [ 23 ]       |
| 臺灣           | 豬肉 | $50                  | [ 24 ]       |
| 英國           | 牛肉 | £1.50                | [ 25 ]       |
| 美國           | 豬肉 | $1.50                | [ 1 ]        |

## 文化影響
好市多熱狗套餐造就出一批狂熱的擁簇。以該套餐菜單標示為藍本設計、並加以致敬的T恤，在網路上也是搶手貨。2009年，《西雅图时报》記者詢問好市多創辦人與時任執行長詹姆斯·辛尼格：「如果好市多熱狗漲價，那代表什麼呢？」辛尼格回說：「那就代表我死了。」
2018年，好市多繼任執行長W·克萊格·傑利尼克說自己曾經在2013要求將好市多熱狗漲價到$1.75。他對辛尼格說：「小詹，我們熱狗不能賣這麼便宜。這樣就要賠錢了。」但是辛尼格回答：「你敢給我漲，我就宰了你。給我想其他辦法。」最後傑利尼克決定把汽水機品牌換持百事可樂，以維持$1.50的價格。發表該報導的Premier Media Group指出，截至2024年，該報導是Premier公司最為廣傳的報導。
2024年，在對繼任傑利尼克位置的Ron Vachris的訪談中，採訪者提及了辛尼格的「漲價」發言。Vachris重申他任職期間，好市多會「竭盡全力」讓熱狗和烤雞不漲價。

## 分析
有許多分析師探討過好市多維持熱狗價格$1.50的理由。部份分析家與職員稱好市多熱狗為損失領導物：這種說法認為熱狗是為了吸引足夠的顧客，以彌補利潤損失的手段。部份理論則推測，名為「熟食部」的美食廣場放在好市多入口附近，是為了營造溫馨的氛圍，以吸引顧客留下來消費。資深餐飲業顧問金裕鎭以錨定效應與楔入效應為基礎，認為熱狗價格是為了鼓勵顧客買下更多東西；《天下雜誌》的樂羽嘉，則在專文中提及暈輪效應，認為熱狗價格是為了給顧客良好的服務印象。
針對「損失領導物」說，好市多財務長賈蘭提並沒有明確發表意見，反而表示：「無須贅言，我們熟食部產品利潤不高，甚至沒有。」辛尼格則針對價格的疑問回答：「因為每個人都會講。大家看到那隻熱狗就會說：『$1.50，太不可思議了』……我們以熱狗聞名，絕對不能搞砸。」好市多出版副總裁福樂（David Fuller）表示：「（好市多）希望證明在定價上公平、誠實的企業，依然可以撐得下來……能夠維持一個價格這麼長的時間，就是在說明，一家企業決定採取成本加成定價法來經營公司，而不是靠著臆測說『即使我漲價，消費者還是承受得了』，而任意漲價。」好市多副總裁Bob Nelson則強調：「熱狗價格體現了屬於我們的價值觀」。

## 註解
1. ↑  在日本，外帶適用消費稅的減免稅率（日语：軽減税率），徵收8%；內用則適用常規消費稅，徵收10%。
2. ↑  原文：Jim, we can't sell this hot dog for a buck fifty. We are losing our rear ends.
3. ↑  原文：If you raise the effing hot dog, I will kill you. Figure it out.

## 延伸閱讀
- 樂羽嘉. . 天下雜誌. 2024-06-26  [2025-05-21].
- 吳季柔. . 遠見雜誌. 2024-03-08 （中文（臺灣））.

## 外部連結
- 维基共享资源上的相關多媒體資源：好市多熱狗套餐